# Троїцьке (Клинський район)
Троїцьке (рос. Троицкое) — село Клинського району Московської області, входить до складу міського поселення Високовськ.
Станом на 2010 рік населення становило 125 чоловік. 
Російською — Троицкое.